# Burmester Dome
Burmester Dome är en bergstopp i Antarktis. Den ligger i Västantarktis. Argentina och Storbritannien gör anspråk på området. Toppen på Burmester Dome är 2 095 meter över havet.
Terrängen runt Burmester Dome är huvudsakligen kuperad. Burmester Dome är den högsta punkten i trakten. Trakten är obefolkad. Det finns inga samhällen i närheten. 